# Horace Coignet
Horace Coignet (Lió, 13 de maig de 1736 - idem. 29 d'agost de 1821), fou una aficionat al violí, cantant i compositor francès.
Fill de Claude Coignet i Jeanne Odinet, Horaci va néixer a Lió i va ser batejat l'endemà a Saint-Nizier. S'havia dedicat a diversos oficis, quan, residint en la seva vila natal, va estar actiu com a dissenyador de patrons i comerciant de productes brodats, com a empleat oficial i com a director musical de la ciutat des de 1794. Es va convertir en l'instructor de música de la duquessa d'Aumont de París (al mateix temps que servia com a membre corresponent de l'Acadèmia de Lió), i més tard va tornar a Lió on va servir a la junta directiva del conservatori. Va ser conegut com un violinista dotat, i va compondre peces de clavicèmbal, romanços, un conjunt de trois duos concertants de violon et fugues, un himne revolucionari per a la celebració de Rousseau a Lió (14 d'octubre de 1794) i alguna música teatral (incloent una òpera còmica, Le medicin de l'amour, i una obertura a Melanie de La Harpe). La seva obra més notable, fou per la trobada amb Rousseau que el visità, i en conèixer les seves aptituds artístiques li proposà que posés música al seu Pygmalió, que després es representà amb èxit, primer a Lió el 1770 i més tard a París, i aviat es va fer coneguda a tot Europa.
El 23 de febrer de 1773 es va casar a Lió amb Eleonore Boileau.